# Giambattista Tiepolo
Giambattista Tiepolo (o Giovanni Battista o Zuan Batista; Venezia, 5 marzo 1696 – Madrid, 27 marzo 1770) è stato un pittore e incisore italiano, cittadino della Repubblica di Venezia.
È il maggior pittore del Settecento veneziano e fra i maggiori di tutto il Rococò.
Tra i suoi figli vi furono i pittori Giandomenico e Lorenzo Tiepolo.

## Biografia

### Gli anni giovanili

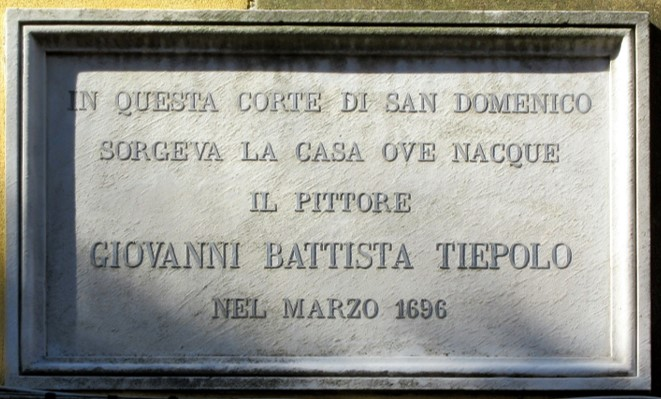
Casa natale di Tiepolo a Venezia, Castello, Calle San Domenico

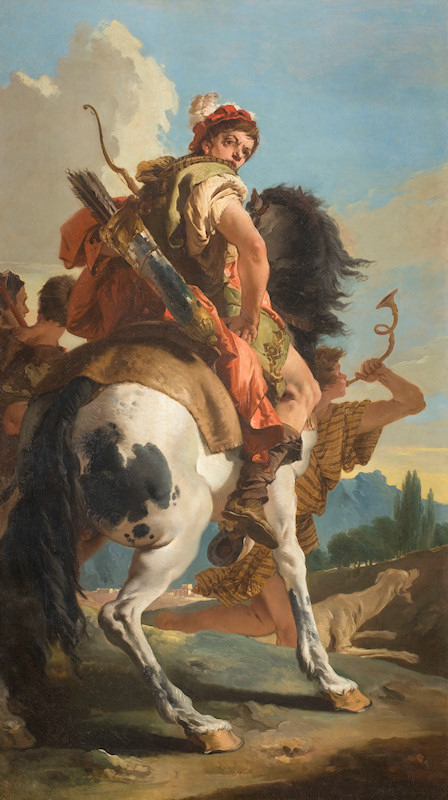
Cacciatore a cavallo, 1718 (Fondazione Cariplo)

Giambattista nacque a Venezia nel marzo del 1696, ultimo di nove fratelli, da Domenico Tiepolo, "mercante di negozi da nave", e Orsetta Marangon nella casa di famiglia nei pressi del convento di San Domenico nel sestiere di Castello. Il 16 aprile ricevette il battesimo nella chiesa di San Pietro di Castello. Il 10 marzo dell'anno successivo morì il padre, lasciando la famiglia in perduranti difficoltà economiche.
La sua prima formazione artistica si svolse, dal 1710 circa, nella bottega di Gregorio Lazzarini, pittore eclettico, capace di unire i differenti insegnamenti della tradizione veneziana, da cui apprese, oltre che i primi rudimenti, il gusto per il grandioso e teatrale nelle composizioni. Ben presto si diresse verso la cosiddetta pittura “tenebrosa” di Federico Bencovich e di Giovanni Battista Piazzetta. Oltre che ai contemporanei il suo studio si rivolse ai grandi del Cinquecento veneto, Tintoretto e Paolo Veronese, così come all'opera di Jacopo Bassano.
Nel 1715 iniziò a dipingere i cinque soprarchi della chiesa veneziana di Santa Maria dei Derelitti (Ospedaletto), con figure accoppiate di apostoli, dal violento chiaroscuro e dai toni cupi. In questi anni Tiepolo lavorò anche per il doge in carica, Giovanni II Corner, eseguendo nel suo palazzo soprapporte, quadri e ritratti tra cui quello di Marco Cornaro (1716 circa), primo doge nella famiglia, e quello dello stesso Giovanni, entrambi dai toni caldi e chiari, rifacendosi ai modi di Sebastiano Ricci. Nello stesso anno lavorò all'affresco dell'Assunta nella vecchia parrocchiale di Biadene mentre, il 16 agosto, espose alla festa di San Rocco il bozzetto della Submersio Faraonis.
Al 1717 risale la prima menzione dell'artista nella fraglia dei pittori veneziani. Nello stesso anno quattro incisioni del libro il Gran teatro delle pitture e prospettive di Venezia furono riprese da suoi disegni. Del 1719 è il Ripudio di Vasti, ora in collezione privata a Milano. Il 21 novembre dello stesso anno sposò segretamente Maria Cecilia Guardi (1702-1779), sorella dei pittori Francesco Guardi e Giovanni Antonio Guardi: un matrimonio che sarebbe durato più di cinquant'anni. Da questa unione nacquero almeno dieci figli, tra cui Giandomenico e Lorenzo Baldissera che lavoreranno come suoi assistenti. La coppia risiederà inizialmente nella casa del fratello maggiore Ambrogio nei pressi di Santa Ternita.
Tra il 1719 e il 1720 eseguì la decorazione a fresco nel salone del primo piano della villa Baglioni a Massanzago. Questa sala è completamente rivestita dagli affreschi che, sfondando illusionisticamente le pareti, creano uno spazio infinito. Sulle pareti è dipinto il Mito di Fetonte mentre nella volta è rappresentato il Trionfo d'Aurora. Con questo ciclo ebbe inizio la collaborazione con il pittore di quadrature Gerolamo Mengozzi Colonna, che dipingerà per Tiepolo negli anni successivi la maggior parte delle decorazioni a finte architetture che inquadrano i suoi affreschi.
Nel 1721 gli fu commissionata la Madonna del Carmine per la chiesa di Sant'Aponal, realizzata dal 1722 ma rifinita dall'autore nel 1727, ora conservata alla Pinacoteca di Brera. Nel 1722 consegnò il Martirio di san Bartolomeo, destinato alla serie a più mani dedicata ai dodici apostoli, per la chiesa veneziana di San Stae, di potente forza espressiva data dal violento chiaroscuro e dalla nettezza del contorno grafico.
Nel 1722 affrescò la Gloria di santa Lucia nella chiesa parrocchiale di Vascon, presso Treviso. Nel 1722 partecipò al concorso per la decorazione della cappella di San Domenico della chiesa dei Santi Giovanni e Paolo, vinto poi dal Piazzetta. Nel 1724, a seguito di alcune modifiche apportate nella chiesa dell'Ospedaletto da Domenico Rossi, dipinse il sopra-arco con il Sacrificio di Isacco, ultimo esempio dei suoi iniziali modi tenebrosi; da quel momento in poi il suo stile si sposterà verso i colori brillanti dai toni chiari immersi in una luminosità solare.
Tra il 1724 e il 1725 lavorò alla decorazione di Palazzo Sandi con il grande affresco sul soffitto del salone dedicato al Trionfo dell'eloquenza, tema iconografico probabilmente dovuto alla professione del committente, l'avvocato Tommaso Sandi; al centro contro il cielo azzurro percorso da nubi sono le figure di Minerva e Mercurio, mentre sul cornicione egli rappresentò quattro episodi mitologici: Orfeo conduce Euridice fuori dall'Ade, Bellerofonte su Pegaso uccide la Chimera, Anfione col potere della musica costruisce le mura di Tebe e Ercole incatena Cercope con la sua lingua. Lo schema compositivo è simile a quello utilizzato da Luca Giordano in Palazzo Medici, con poche figure al centro e molte accalcate ai lati, e resterà tipico di tutta la sua successiva produzione. Ma è lo schiarimento del colore che diventerà suo tratto stilistico inconfondibile, ispirato dalla riscoperta dell'opera di Paolo Veronese. Per lo stesso palazzo realizzò anche le tre tele mitologiche Ulisse scopre Achille tra le figlie di Licomede, Apollo scortica Marsia ed Ercole soffoca Anteo ora in una collezione privata a Castelgomberto.
Probabilmente tra il 1725 e il 1726 realizzò Alessandro e Campaspe nello studio di Apelle, ora al Museum of Fine Arts di Montréal, dalla forte valenza autobiografica e autocelebrativa. Tiepolo infatti riportò in Apelle, il più grande pittore dell'antichità, le proprie sembianze, mentre a Campaspe conferì la bellezza della giovane moglie Cecilia. Appartiene agli stessi anni la sua grandiosa Crocifissione con il ritratto del committente Marino Ferrazzi, farmacista di Burano del duomo di Burano, tela eseguita assieme al Battesimo di Cristo con il ritratto dello zio Giovanni Ferrazzi, vescovo di Torcello, opera quest'ultima del pittore Francesco Trevisani. 

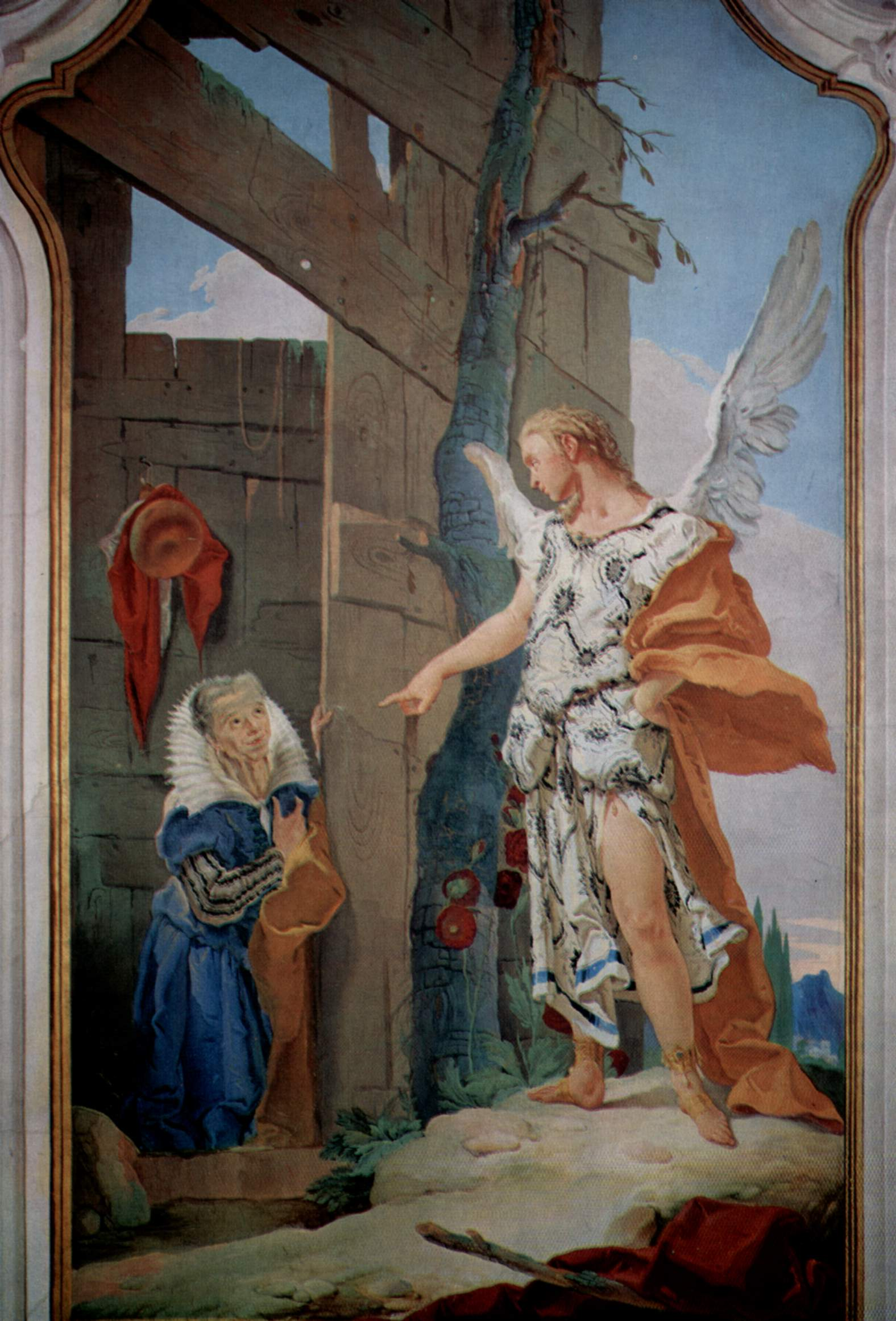
Apparizione dell'angelo a Sara, Udine, Palazzo Patriarcale

Tra il 1726 e il 1729 divise il lavoro tra Udine e Venezia, sempre per commissioni ricevute dai fratelli Dolfin, e organizzandosi a dedicare le stagioni più calde per le pitture a fresco e quelle più fredde per le tele. 
A Udine il patriarca di Aquileia Dionisio Dolfin gli richiese prima gli affreschi e la piccola pala della Risurrezione per la cappella del Santissimo Sacramento nel Duomo cittadino, e poi gli affreschi per il Castello e soprattutto il grande complesso decorativo del Palazzo Patriarcale. Qui la decorazione comprende scene e personaggi dell'Antico Testamento: nella volta dello scalone la Caduta degli angeli ribelli, con attorno otto scene a monocromo con episodi tratti dalla Genesi; nella galleria lunga i tre episodi Apparizione dei tre angeli ad Abramo, Rachele nasconde gli idoli e l'Apparizione dell'angelo a Sara, posti tra figure di profetesse a monocromo e sul soffitto il Sacrificio di Isacco; sul soffitto della Sala Rossa, al tempo destinata a tribunale civile ed ecclesiastico, il suggestivo Giudizio di Salomone circondato da scomparti mistilinei con figure di profeti; infine nella sala del Trono eseguì ritratti di antichi patriarchi, ora in cattive condizioni.
A Venezia per Daniele III e Daniele IV Dolfin, sicuramente su suggerimento del fratello Dionisio, il patriarca, eseguì durante gli inverni le dieci grandi tele con storie romane per il loro palazzo veneziano. Furono completate nel 1729 e oggi sono divise tra il Museo dell'Ermitage di San Pietroburgo, il Metropolitan Museum di New York e il Kunsthistorisches Museum di Vienna.
Nel frattempo il 30 agosto 1727 era nato il figlio Giandomenico, suo futuro collaboratore.

### La maturità
Nel 1730 venne chiamato a Milano, forse con la mediazione di Scipione Maffei, per decorare a fresco i soffitti di cinque stanze di Palazzo Archinto (Trionfo delle Arti e delle Scienze, Mito di Fetonte, Perseo libera Andromeda, Giunone, Fortuna e Venere e l’allegoria della Nobiltà) andati poi tutti distrutti nei bombardamenti dell'agosto 1943. Nel 1731 a Palazzo Dugnani (già Casati) dipinse le storie di Scipione l'africano. Sulla volta l'Allegoria della magnanimità (o Apoteosi di Scipione) mentre per le pareti i temi sono La generosità di Scipione, Scipione che rende la libertà a Siface e, infine, Sofonisba che riceve il veleno da Massinissa. In corrispondenza delle porte d'accesso al salone dipinse Le quattro virtù cardinali e nelle nicchie l'Abbondanza e la Potenza.
Tornato a Venezia nel 1731 eseguì l'Educazione della Vergine per la chiesa di Santa Maria della Fava, la Natività per quella di San Zulian e nel 1732 l'Adorazione del Bambino per la sagrestia dei canonici della Basilica di San Marco. 
Nel settembre del 1732 era già a Bergamo dove intraprese gli affreschi della Cappella Colleoni che all'origine dovevano comprendere solo i pennacchi con le allegorie di quattro Virtù (Fede, Carità, Giustizia e Prudenza) e le lunette di San Marco Evangelista e del Martirio di San Bartolomeo. Finite queste opere fu richiamato da Venezia per comporre altre tre lunette con scene della vita di san Giovanni Battista: Predica del Battista, Battesimo di Cristo e Decollazione del Battista.

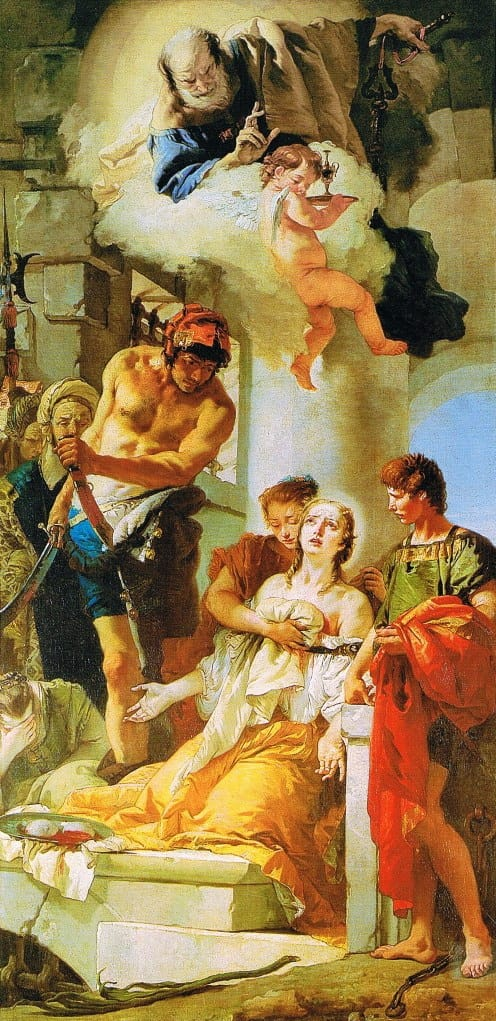
Il martirio di sant'Agata - Basilica del Santo - Padova

Nel 1734 lavorò alla Villa Loschi Zileri, a Monteviale nei pressi di Vicenza, affrescando nello scalone e nel salone figure allegoriche derivate dal trattato Iconologia di Cesare Ripa. Nello stesso anno consegnò la Pala del Paradiso alla chiesa di Tutti i Santi di Rovetta e cambiò casa trasferendosi alla Pasina, vicino a San Silvestro.
Del 1735 sono la Madonna del Rosario, opera firmata e datata e ora in collezione privata di New York e la Madonna col Bambino e i santi Giacinto e Domenico, ora a Chicago. 
Nel 1736 nacque il figlio Lorenzo. Nello stesso anno rifiutò l'offerta di decorare il palazzo reale di Svezia, dichiarando che la somma di denaro offerta era inadeguata, ed eseguì la tela con Giove e Danae, ora a Stoccolma.
Nel gennaio 1737 consegnò il Martirio di sant'Agata realizzato per la Basilica di Sant'Antonio a Padova. Nello stesso anno tornò a Milano, chiamato dal cardinal Benedetto Erba Odescalchi per realizzare tre affreschi nella Basilica di Sant'Ambrogio. Inviò tre pale d'altare a Udine per il patriarca e realizzò la perduta pala per l'altare Cornaro in San Salvador a Venezia. 
Sempre nello stesso anno iniziò il grandioso ciclo di affreschi per la navata, il presbitero e il coro, con Gloria di san Domenico, in Santa Maria dei Gesuati a Venezia, concluso nel 1739. Nell'affresco centrale della navata l'Istituzione del Rosario, di cui il Tiepolo realizzò tre bozzetti, sopra quindici gradini, simbolo dei rispettivi misteri del rosario, è san Domenico che porge ai fedeli, tra cui il doge in carica Alvise Pisani e il patriarca Francesco Antonio Correr, il rosario che la Vergine gli aveva consegnato in una visione, in basso le figure che precipitano dalla scalinata sono un'allusione al ruolo svolto dal santo contro l'eresia.
Nel 1739 dipinse per la chiesa conventuale di Diessen il Martirio di san Sebastiano. In quegli anni realizzò le tre grandi tele con Scene della Passione di Cristo per la chiesa veneziana di Sant'Alvise. In queste opere il tono drammatico è più forte e si ravvisa l'influenza di Tintoretto e del Tiziano degli ultimi anni, ma anche delle incisioni di Rembrandt, soprattutto nei tipi barbuti che compaiono nella Salita al Calvario; queste tele iniziate nel 1737 circa furono poste in loco nel 1740.

### Palazzo Clerici e le opere per Francesco Algarotti

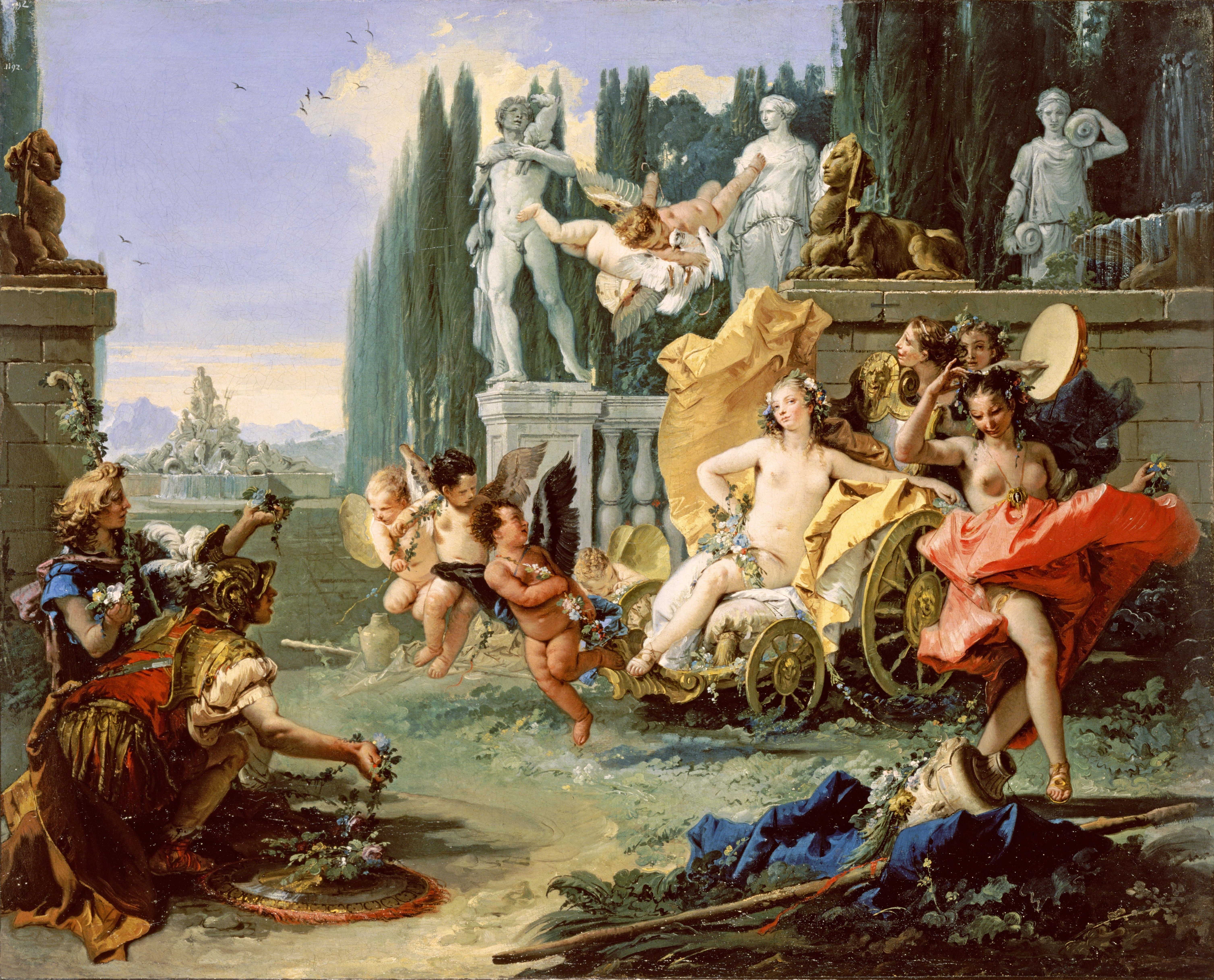
Trionfo di Flora - Fine Arts Museums of San Francisco (California Palace of the Legion of Honor)

Nel 1740 inviò a Camerino la pala con l'Apparizione della Vergine a san Filippo Neri ed aveva dipinto per Sant'Alvise a Venezia le tre scene della Passione.
Nello stesso anno tornò a Milano e in Palazzo Clerici affrescò la volta della galleria con la scenografica Corsa del carro del sole: al centro il carro di Apollo trainato da quattro cavalli e assiepati sul cornicione una moltitudine di gruppi e figure di divinità. L'affresco venne realizzato probabilmente in occasione del matrimonio tra il committente Anton Giorgio Clerici e Fulvia Visconti, previsto per il 1741. Tra il 1741 ed il 1742 per la Basilica di san Lorenzo Martire di Verolanuova eseguì in loco le enormi tele con la Caduta della manna e Sacrificio di Melchisedec.
Tornato a Venezia nel 1743, fu impegnato in Palazzo Pisani ad eseguire l'Apoteosi di Vettor Pisani: qui il condottiero, vincitore della battaglia di Chioggia contro i genovesi, viene accompagnato sull'Olimpo da Venere per essere presentato a Giove e Marte, alla scena assiste Nettuno. Un impegno notevole che lo costrinse a rinviare di qualche mese la consegna del Ritratto di Antonio Riccobono per l'Accademia dei Concordi di Rovigo.
Nel 1743 giunse nella città lagunare Francesco Algarotti per comprare dipinti, per conto del re di Sassonia Augusto III, e portarli a Dresda. Il Tiepolo, divenuto suo amico, lo consiglierà, con altri pittori veneziani, nell'acquisto delle opere dei maestri antichi. Su commissione dell'Algarotti eseguì anche alcune tele, tra queste il Trionfo di Flora e Mecenate presenta ad Augusto le Arti, inviate al conte Brül nel 1744 e il Banchetto di Antonio e Cleopatra, che dopo alcune peripezie ora è alla National Gallery di Melbourne. Quest'ultimo venne descritto dall'Algarotti come «un bel campo di architettura, l'arioso del sito, la bizzarria né vestiti, i bei contrasti nella collocazione dei colori locali, una franchezza e leggiadria indicibile di pennello lo rendono cosa veramente paolesca».
Sempre dello stesso anno è la prima pubblicazione dei Vari Capricci, una cartella con dieci incisioni. Probabilmente dello stesso periodo è anche la seconda cartella con ventiquattro incisioni, pubblicata postuma dal figlio Giandomenico nel 1775 o 1778, alla quale lo stesso Giandomenico diede il titolo: Scherzi di Fantasia.
Tra il 1743 e il 1744 lavorò alla decorazione della villa Cordellina a Montecchio Maggiore. Nel salone sulla volta eseguì il Trionfo della Virtù e della Nobiltà sull'Ignoranza, circondato da sei figure allegoriche a monocromo, e alle pareti dipinse la Famiglia di Dario dinanzi ad Alessandro e la Continenza di Scipione.
Tra il 1744 e il 1745 per il Palazzo Barbarigo a Venezia, in collaborazione col Mengozzi Colonna, realizzò affreschi e tele, tra questi il soffitto con La Virtù e la Nobiltà vincono l'Ignoranza. Di quel periodo sono le due serie di tele con scene tratte dalla Gerusalemme liberata sia le quattro tele, destinate a un palazzo veneziano non meglio precisato, ora a Chicago, e le quattro bislunghe per il nuovo boudoir al secondo piano nobile del palazzo Corner a San Polo, ora alla National Gallery di Londra. Per il medesimo boudoir aveva dipinto anche quattro medaglioni a monocromo dorato (ora due al Rijksmuseum, uno al Metropolitan ed uno perduto) ed il soffitto (ora alla National Gallery of Australia) e sempre in quel palazzo aveva affrescato i soffitti di alcune stanze (due strappati e rimontati su tela sono al Jaquemart-André). Probabilmente a quegli anni risalgono anche le tre soprapporta con satiri, due ora a Pasadena alla Norton Simon Foundation e uno alla Galleria nazionale d'arte antica di Roma. Tra l'aprile e il novembre affrescò la volta della navata nella chiesa degli Scalzi a Venezia con il Trasporto della Santa Casa di Loreto, distrutta nel 1915 durante un bombardamento aereo nella prima guerra mondiale. Dell'opera restano i due bozzetti preparatori di Tiepolo ed alcuni lacerti dei pennacchi. Abbiamo anche una pittura di Mariano Fortuny e un disegno di Olivier Maceratesi. Nel settembre dello stesso anno consegnò al Duomo di Bergamo la pala col Martirio di san Giovanni vescovo di Bergamo.
Tra il 1744 e il 1749 consegnò le nove tele per il soffitto della sala capitolare della Scuola grande dei Carmini di Venezia, commissionate nel 1739. Ultima fu la grande scena centrale della Vergine in gloria consegna lo scapolare a San Simone Stock: qui la Vergine col Bambino sorretti da un turbinio di angeli, putti e cherubini paiono abbagliare il beato – prostrato verso la rappresentazione delle anime Purgatorio – mentre riceve da un angelo lo scapolare sacro fonte di indulgenze.

### Palazzo Labia e Würzburg

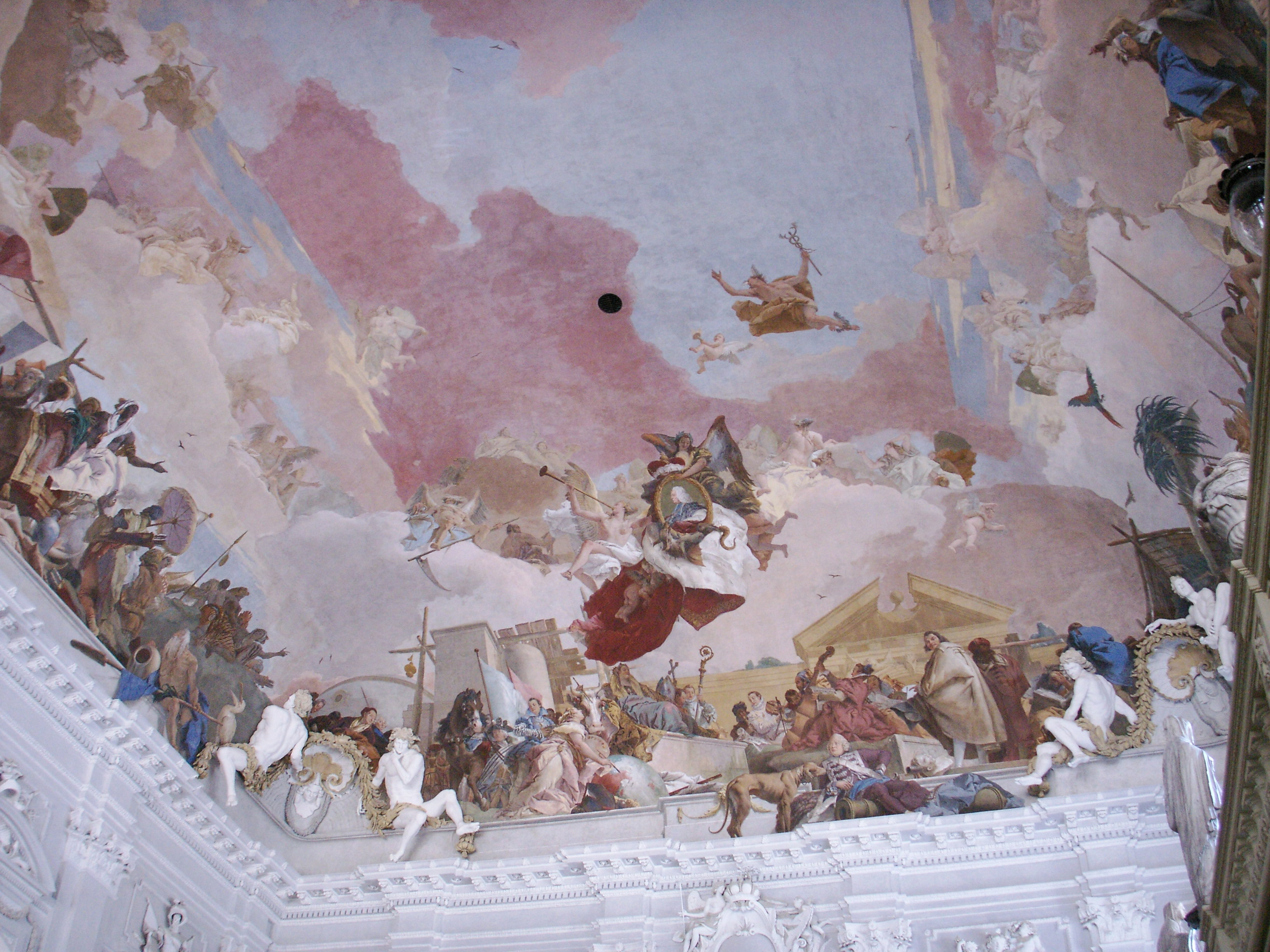
Affreschi della residenza di Würzburg

Tra il 1746 e il 1747 realizzò il complesso decorativo di Palazzo Labia a Venezia coaudiuvato dalle quadrature di Gerolamo Mengozzi Colonna perfettamente integrate agli episodi narrativi. Nel salone da ballo affrescò le Storie di Antonio e Cleopatra con personaggi sontuosamente vestiti in pose teatralmente eloquenti: alle pareti le due scene principali l'Incontro tra Antonio e Cleopatra e Banchetto di Antonio e Cleopatra e nella volta entro un oculo centrale Bellerofonte su Pegaso che vola verso la Gloria e l'Eternità – il tutto circondato da figure allegoriche o mitologiche e scene di colore. Nella Sala degli Specchi realizzò il Trionfo di Zefiro e Flora, affresco su soffitto.
Nel 1747 Tiepolo si trasferì nella parrocchia di Santa Fosca, vicino al Ponte di Noal.
Nel 1748 dipinse due soffitti per palazzo Dolfin Manin a Venezia, in occasione delle nozze di Ludovico Manin ed Elisabetta Grimani. Nello stesso anno certamente eseguì e consegnò la pala della Madonna con le sante Caterina, Rosa da Lima e Agnese da Montepulciano per la chiesa dei Gesuati.
Nel 1749 inviò a Ricardo Wal, ambasciatore spagnolo a Londra la pala con San Giacomo maggiore, ora conservato al Szépművészeti Múzeum di Budapest. Nello stesso anno consegnò finalmente il grande comparto centrale del soffitto alla Scuola Grande dei Carmini. 
Il 12 dicembre 1750, chiamato dal principe vescovo Karl Philipp von Greiffenclau zu Vollrads per decorare la propria Residenza, giunse a Würzburg assieme con i figli Giandomenico e Lorenzo. Qui eseguì la decorazione della Kaisersaal, allora la sala da pranzo, con un programma iconografico legato all'investitura ricevuta dall'imperatore Barbarossa da Aroldo, il primo principe vescovo di Würzburg. Nella volta affrescò Apollo che conduce al genio della nazione germanica Beatrice di Burgundia, futura sposa del Barbarossa, con figure che si sovrappongono illusionisticamente alla cornice in stucco, opera di Antonio Giuseppe Bossi; sulle pareti le scene, incorniciate da uno scenografico sipario lavorato in stucco colorato, con le Nozze del Barbarossa e l'Investitura del vescovo Aroldo a duca di Franconia, firmato e datato GIO.BTTA TIEPOLO 1752. Completata questa sala, subito si dedicò alle pale della Caduta degli angeli ribelli e dell'Assunta destinate alla cappella della Residenza per passare poi alla decorazione della volta dello scalone monumentale con l'Olimpo e i Continenti, conclusa entro il novembre 1753. Lo spazio della visione risulta concepito come inesorabilmente lontano e il mondo delle rappresentazioni risulta così fittizio, illusorio, al contrario di quanto avveniva nell'estetica barocca, in cui lo spazio, anche se infinito, manteneva un certo grado di realtà.

### Villa Valmarana e di nuovo Venezia
Lasciata Würzburg l'8 novembre 1753, tornò a Venezia dove l'8 maggio consegnò alla chiesa di San Polo la tela con l'Apparizione della Madonna a san Giovanni Nepomuceno e nel 1754 iniziò la decorazione della chiesa della Pietà a Venezia, realizzando per la volta della navata l'affresco con l'Incoronazione di Maria immacolata.

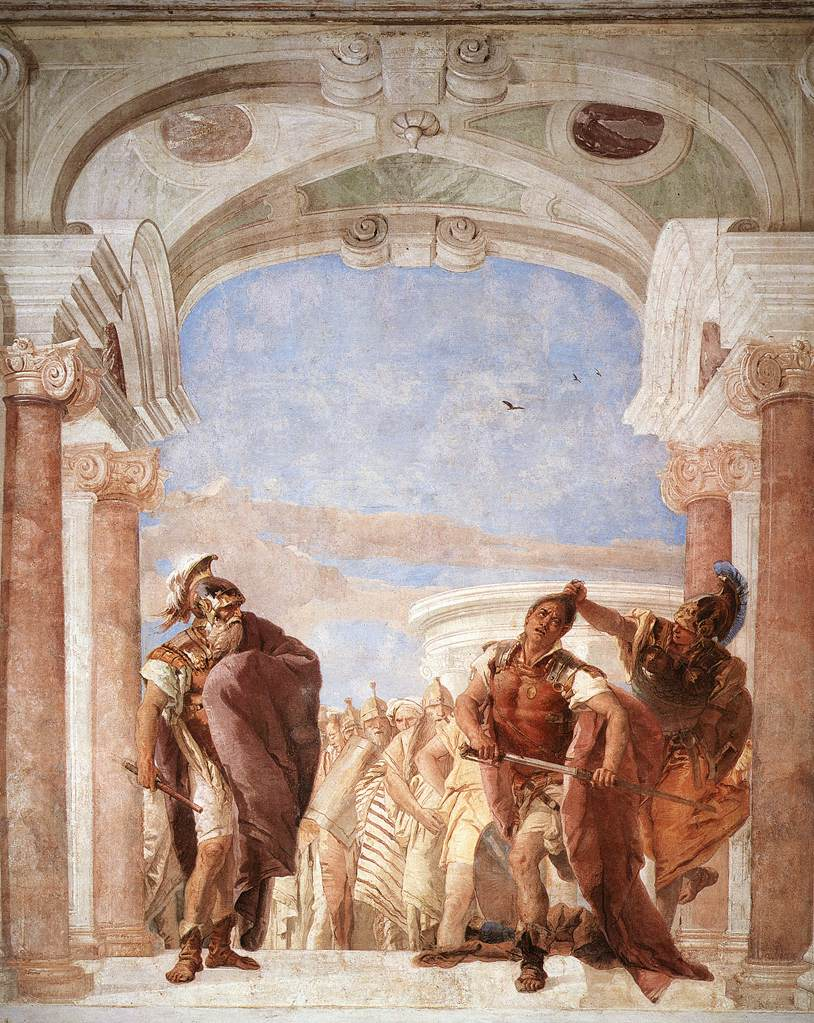
Minerva trattiene Achille dall'uccidere Agamennone, affresco nella Sala dell'Iliade, Villa Valmarana

Nel 1757 realizzò la decorazione di Villa Valmarana presso Vicenza, decorando nel corpo principale la sala centrale detta di Ifigenia e i quattro ambienti attigui detti Sala dell'Iliade, Sala dell'Eneide, Sala dell'Orlando Furioso e Sala della Gerusalemme liberata. Il programma iconografico probabilmente era suggerito dalla passione per l'epica classica e l'epopea cavalleresca del committente Giustino Valmarana, morto proprio nel 1757. Nel Sacrificio d'Ifigenia, la fonte è identificabile con l'Ifigenia in Tauride di Euripide, soggetto ripreso variamente nell'opera lirica: mentre il sacerdote sta per affondare il coltello nelle carni della povera vittima, Diana fa apparire una cerbiatta da sostituire a Ifigenia sull'altare, tra lo stupore di tutti; l'unico a non accorgersi di nulla è Agamennone in quanto si sta coprendo il volto con il mantello, affranto dal dolore. In questa sala la partizione architettonica, del Mengozzi Colonna, funge da sostegno della cornice reale creando l'illusione della continuità tra spazio dipinto e reale. Nel soffitto Tiepolo dipinse Diana ed Eolo, con la dea ripresa nell'atto di comandare l'apparizione della cerbiatta per cambiare il sacrificio, ed Eolo che può far soffiare nuovamente i venti.
Nella Sala dell'Iliade, strutturò l'affresco con Minerva trattiene Achille dall'uccidere Agamennone in modo che i tre personaggi principali fossero come su di un proscenio per porre la folla dei guerrieri nel fondo come se si trattasse del coro teatrale. Nelle sale dell'Orlando Furioso e della Gerusalemme Liberata, trattò la narrazione in modo più episodico con gli affreschi, per lo più a tema dal tono più intimo e sentimentale – forse dovuto all'influenza del figlio Giandomenico – racchiusi in incorniciature di gusto rocaille. Nella Foresteria affrescò la Sala dell'Olimpo e forse anche quella del Carnevale, affidando invece le altre alla mano di Giandomenico. 
Sempre per la stessa famiglia vicentina eseguì anche la perduta decorazione di Palazzo Trento Valmarana.

Nello stesso periodo e sempre nel vicentino dipinse la pala dell'Apoteosi di san Gaetano Thiene per la chiesa di Rampazzo su commissione della famiglia Thiene.
Tornato a Venezia operò a Ca' Rezzonico, affrescando i due soffitti con l'Allegria nuziale e La Nobiltà e la Virtù accompagnano il Merito verso il tempio della Gloria in occasione del matrimonio tra Ludovico Rezzonico e Faustina Savorgnan.

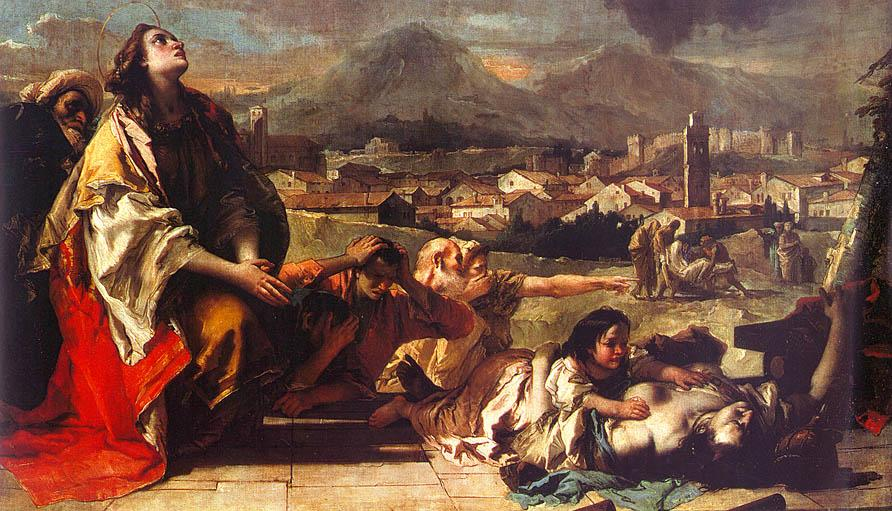
Santa Tecla intercede per la liberazione di Este dalla pestilenza, dettaglio, Este, Duomo

Il 30 settembre 1759 consegnò la pala San Silvestro battezza l'imperatore Costantino per l'altare maggiore della chiesa di San Silvestro a Folzano (frazione di Brescia) e il 24 dicembre quella per il Duomo di Este con Santa Tecla che libera Este dalla peste. Di nuovo a Udine, sempre nello stesso anno, eseguì assieme al figlio Giandomenico gli affreschi dell'oratorio della Purità a Udine.
Nel 1760 eseguì il Trionfo di Ercole per il Palazzo Canossa a Verona, che sarà gravemente danneggiato durante la seconda guerra mondiale; nello stesso anno ricevette la commissione per l'affresco dell'Apoteosi della famiglia Pisani nel salone di Villa Pisani a Stra. In questo grande lavoro, l'ultimo di Tiepolo in Italia, a essere esaltati non sono i fondatori o i personaggi illustri del casato, fatto particolare, ma gli stessi membri a quel tempo viventi. Nello stesso periodo realizzò anche la pala d'altare del Miracolo di Sant'Antonio per il Duomo di San Michele Arcangelo a Mirano.

### L'epilogo: Madrid

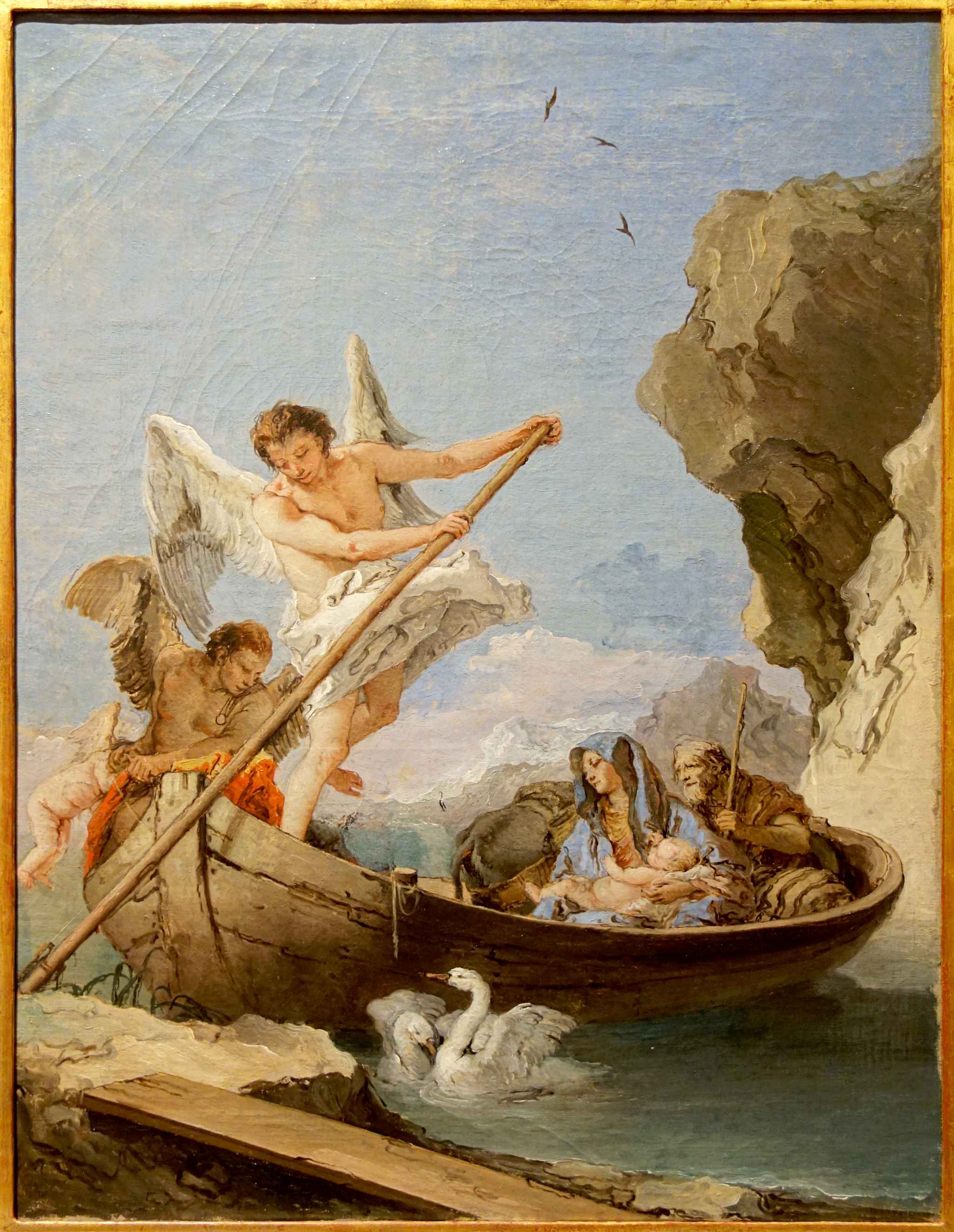
La Fuga in Egitto in barca

Nel 1761 Carlo III di Spagna chiamò Tiepolo a Madrid per decorare a fresco le sale del nuovo Palazzo Reale. Il pittore, partito assieme ai figli Lorenzo e Giandomenico il 31 marzo 1762, giunse a Madrid il 4 giugno e prese dimora in Plaza de San Martín. Giambattista aveva accettato l'incarico ed il viaggio di controvoglia, era dovuta intervenire in aiuto della diplomazia spagnola anche quella veneziana per arrivare a convincerlo. Recava comunque con sé il bozzetto per il vasto soffitto della Sala del Trono, preparato nell'ultimo mese, il cui tema l'anno precedente gli era stato illustrato, con tutte le indicazioni del caso, dal conte Felice Cazzola, uno dei rappresentanti di Carlo III a Venezia. Questo era l'unico incarico per cui era stato cercato. L'affresco che evocava e rappresentava la Gloria della Spagna, senza eccessivamente discostarsi dal progetto e col valido aiuto dei figli che seppero mimetizzarsi nello stile paterno, fu portato a termine nel 1764. Il risultato fu un'antologia di tutte le tematiche ufficialmente care alla corona spagnola: attorno, i quattro continenti – fra cui spiccano le colonie americane con la caravella di Colombo –; in basso miti dell'antichità e la religione cattolica (per cui alle usate allegorie delle virtù pagane (o civili) accostò quelle teologali); verso il centro il trono di Spagna tra le statue di Minerva (ma era Ercole nel bozzetto) e Apollo; in un angolo inserì due colonne – chiaro riferimento alle Colonne d'Ercole e al motto Plus ultra che si era dato Carlo V per sottolineare la potenza marittima.
Fu solo allora che il Re, soddisfatto dell'esito, commissionò altri due affreschi a soffitto: l'Apoteosi di Enea nella sala degli Alabardieri e l'Apoteosi della monarchia spagnola nell'Anticamera della regina, conclusi nel 1766. Il primo dei dipinti citati (non sappiamo in quale ordine vennero effettivamente realizzati: per entrambi fu approntato un bozzetto preparatorio) viene oggi considerato il meno riuscito: nella movimentata rappresentazione composta a spirale troviamo in basso Vulcano che forgia le armi, poi Enea che con il suo gruppo sale verso la madre Venere che sta al centro attorniata dalle Grazie, e al lato opposto, sulla sommità delle nuvole, appare Mercurio. Il migliore fra tutti gli affreschi tiepoleschi della reggia viene considerato il più piccolo, l'Apoteosi della monarchia spagnola. In basso a sinistra, sotto un Nettuno che porta i doni del mare, un muscoloso Ercole pare voler divellere una delle sue colonne per aprire alla Spagna lo spazio dell'oceano; a destra Marte e Venere discutono assieme sotto una torre fortificata, forse simbolo del potere spagnolo; verso il centro è il gruppo della monarchia vigilata da Apollo e con Mercurio che scende in volo portando la corona; su tutto, in alto quasi nascosto, domina Giove.
A gennaio del 1767 fu lo stesso Giambattista a proporsi per realizzare alcune pale per la chiesa del convento di San Pasquale Baylon ad Aranjuez, allora in costruzione (la cosa curiosa fu che dovette anche assicurare di essere un buon pittore su tela). Due mesi dopo il re gli mandò a dire che si sarebbe pronunciato solo dopo aver preso visione dei bozzetti, che Tiepolo riuscì ad inviare presto (era stato scoraggiato dal tentare di presentarli lui stesso). Quando il pittore fece comunicare che le tele erano pronte dovette cercare anche informazioni sul da farsi visto che la chiesa non era ancora conclusa. Cercò anche cenni di approvazione presso padre Joaquin de Eleta, confessore di Carlo III e sovrintendente dei lavori, che non gli rispose. Solo più tardi con la mediazione di Miguel de Mùzquiz, divenuto ministro delle finanze, ricevette come risposta la notizia che il re gli affidava un nuovo incarico: la decorazione della cupola di Sant'Ildefonso nel palazzo reale della Granja. Comunque i teleri dovettero restare nello studio dei Tiepolo fino al maggio del 1770, quando la chiesa venne consacrata e Giambattista era deceduto da più di un mese. Il complesso consisteva di sette tele: per l'altar maggiore la Visione di san Pasquale (ora divisa in due frammenti al Prado); per le due cappelle absidali laterali a sinistra l'Immacolata concezione e a destra San Francesco riceve le stimmate (ora ambedue al Prado); nei due altari per ogni fianco della navata, verso il presbiterio a sinistra San Giuseppe col Bambino (ora ridotto in tre frammenti divisi tra il Detroit Institute of Arts, il Prado e le Courtauld Institute Galleries) e di fronte San Carlo Borromeo medita sopra il Crocifisso (ora ridotto drasticamente al Cincinnati Art Museum  – quest'unico telero non fu mai installato perché la dedicazione dell'altare era mutata a quella del Crocifisso); le pale per gli ultimi due altari erano previste di forma ovale con San Pietro di Alcantara sulla sinistra (ora al Palazzo Reale di Madrid) e Sant'Antonio da Padova col Bambino Gesù sulla destra (ora al Prado). Soltanto dei due ovali non ci sono pervenuti anche i bozzetti. Tutte le pale evitano la presenza di figure umane oltre quella del santo (solo in quella di Sant'Antonio – soluzione per altro originale – sbuca da una porta un frate testimone del prodigio) in spazi rarefatti con il risultato di una accentuata misticità. Già nel novembre del 1770 Carlo III decise di sostituire tutte le tele con opere di Anton Raphael Mengs e dei suoi allievi Francisco Bayeu e Mariano Salvador Maella che furono collocate tra il 1772 e il 1775.
Alla fine del 1769, affrontando il nuovo incarico reale della Granja, Tiepolo riuscì a predisporre alcuni disegni ed un bozzetto del Trionfo dell'Immacolata concezione (sicuramente identificabile con quello posseduto dalla National Gallery di Dublino), ma era già inverno e si sarebbe dovuta attendere la buona stagione successiva per lavorare all'affresco, stagione che Giambattista non poté vedere.
Preso dai notevoli incarichi reali dilatati nel tempo dal protocollo burocratico e dall'accentramento decisionale nella persona del re, Tiepolo non ebbe granché modo di acquisire commissioni private: nel periodo spagnolo si possono plausibilmente collocare solo un piccolo gruppo di opere. È il caso della piccola tela Venere affida Cupido al Tempo, collegabile comunque all'entourage reale, che fu la sua ultima opera a carattere profano; o del grande dipinto Abramo e gli angeli, con un'impostazione decisamente classicheggiante e viste le dimensioni destinato ad un cliente con una discreta disponibilità finanziaria. Sono interessanti alcune piccole tele trattate accuratamente, e quindi sicuramente non bozzetti, dipinte per una fruizione devozionale privata, forse anche da Tiepolo per sé stesso: una Deposizione, un'Annunciazione e un altro Abramo e gli angeli. Oltre a queste ultime la critica ha puntato l'attenzione sulle quattro telette dedicate alla Fuga in Egitto considerandole, nella malinconica rappresentazione di paesaggi desolati e di un viaggio faticoso, come manifesto e nostalgico desiderio di fuga dell'autore e di ritorno all'amata casa.
Quando ormai il suo grande prestigio stava tramontando, travolto dall'onda della nuova moda neoclassica, Tiepolo improvvisamente morì a Madrid.

## Opere
- Ultima cena, 1738 ca, Desenzano del Garda, Duomo di Santa Maria Maddalena

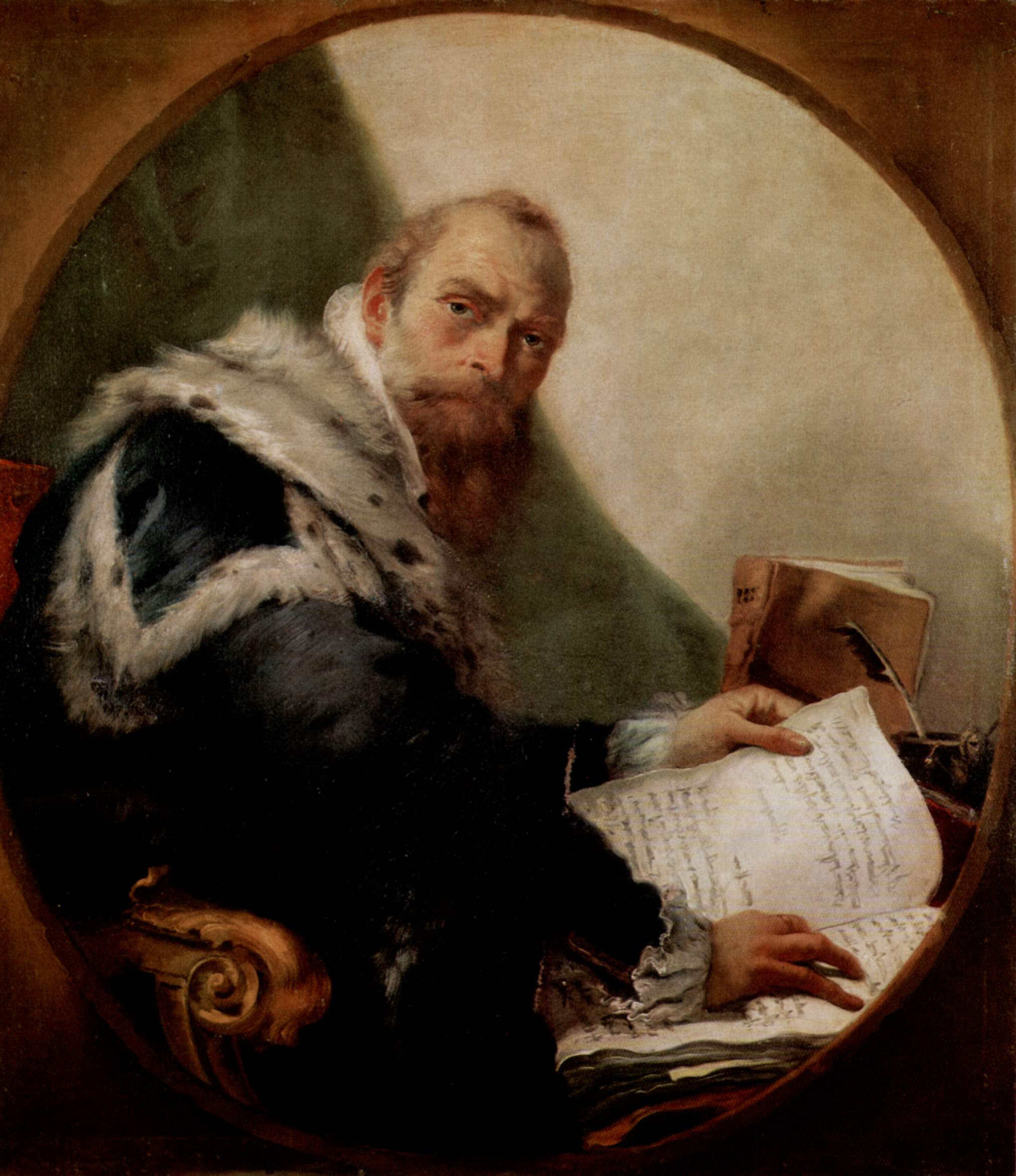
Ritratto di Antonio Riccobono presso la Pinacoteca dell'Accademia dei Concordi e del Seminario Palazzo Roverella, Rovigo

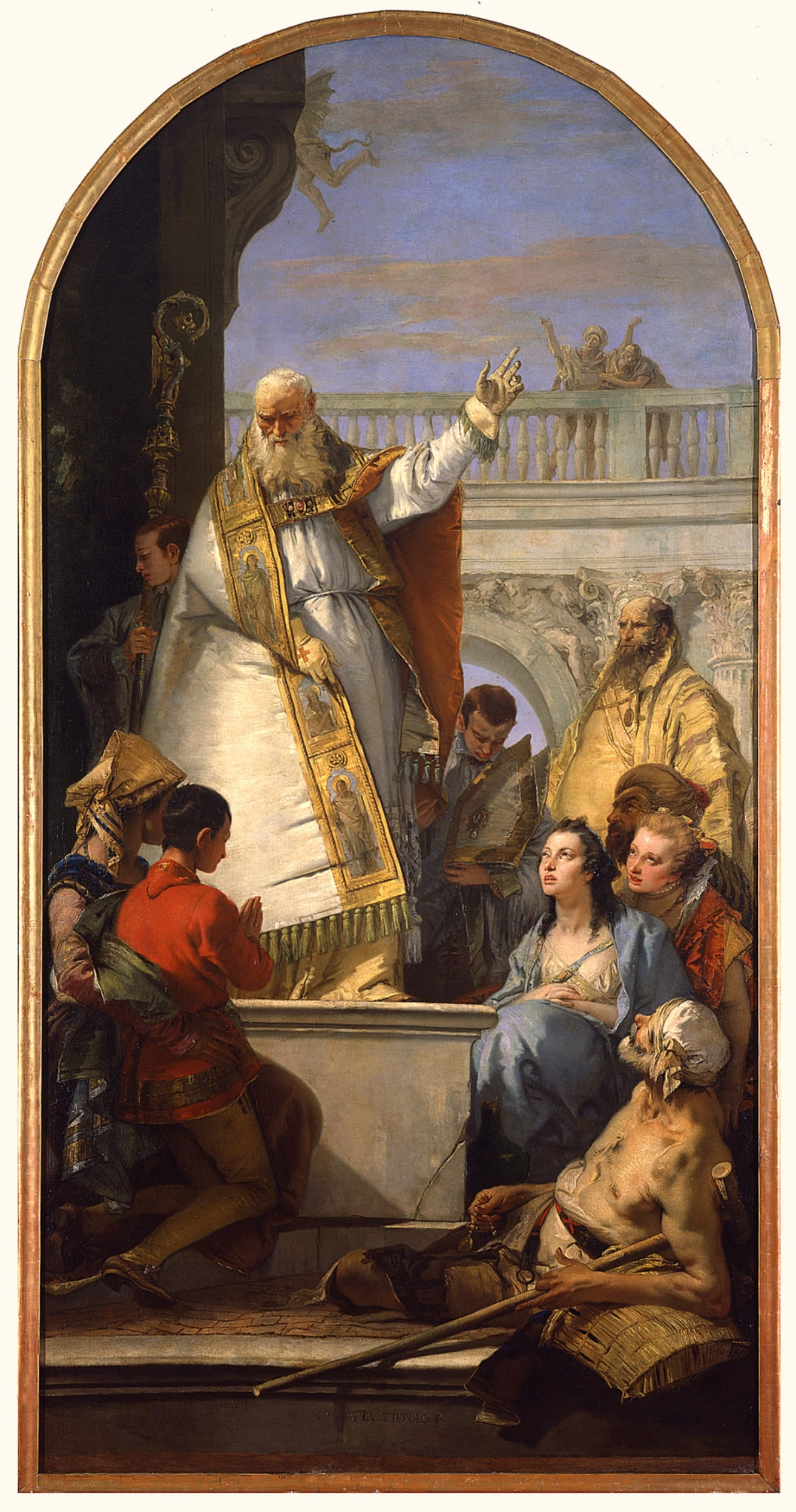
San Patrizio vescovo d'Irlanda, Padova, Musei Civici

- Apparizione della Vergine a san Filippo Neri, 1739-1740, pala d'altare, Camerino, chiesa di San Filippo.

- Apollo e Marsia, 1720-1722, olio su tela, 100 x 135 cm, Venezia, Gallerie dell'Accademia.
- Martirio di san Bartolomeo, 1722, olio su tela, 167 x 139 cm, Venezia, Chiesa di San Stae.
- Bellerofonte e il cavallo Pegaso, 1723 ca, affresco, Venezia, Palazzo Sandi.
- Ratto di Europa, 1721 ca, olio su tela, 99 x 134 cm, Venezia, Gallerie dell'Accademia.
- Crocifissione con il ritratto del committente Marino Ferrazzi, farmacista di Burano, 1724-26, olio su tela cm 295 x 492, Burano. Duomo di San Martino.
- Abramo e gli angeli, 1730 ca, olio su tela, 140 x 120 cm, Venezia, Scuola Grande di San Rocco.
- Mosè salvato dalle acque, 1730 ca, olio su tela, 202 x 342 cm, Edimburgo, National Galleries of Scotland.
- Agar e Ismaele nel deserto, 1732, olio su tela, 140 x 120 cm, Venezia, Scuola Grande di San Rocco.
- Educazione della Vergine, 1732, olio su tela, Venezia, Chiesa di Santa Maria della Fava.
- Predica di Giovanni Battista, 1732-1733, affresco, 350 x 300 cm, Bergamo, Cappella Colleoni.
- Decollazione del Battista, 1732-1733, affresco, 350 x 300 cm, Bergamo, Cappella Colleoni.
- Trionfo di Zefiro e Aurora, 1734-1735, olio su tela, 395 x 225 cm, Venezia, Ca' Rezzonico, Museo del Settecento Veneziano.
- Ritratto di Antonio Riccobono, 1734 ca, olio su tela, 102 x 89 cm, Rovigo, Pinacoteca dell'Accademia dei Concordi e del Seminario, Palazzo Roverella.
- Danae e Giove, 1736, olio su tela, Stoccolma, Universitet Konsthistoriska Institutionen.
- Martirio di sant'Agata, 1736, olio su tela, Padova, Basilica del Santo
- Alabardiere in un paesaggio,1736, olio su tela, 205 x 132 cm, Torino, Pinacoteca Giovanni e Marella Agnelli
- Madonna del Carmine tra Santa Caterina e San Michele arcangelo, ca 1737, olio su tela, Piove di Sacco, Duomo.
- Galleria degli Arazzi, 1740, Palazzo Clerici, Milano
- La Caduta della Manna, 1740, olio su Tela, 1000 x 525 cm Verolanuova, Basilica Romana Minore San Lorenzo
- Il Sacrificio di Melchisedech, 1740, olio su Tela, 1000 x 525 cm, Verolanuova, Basilica Romana Minore San Lorenzo
- Gloria di Ognissanti, (Pala del Paradiso) 1734, pala altare maggiore, 383 x 236 cm, Chiesa di Tutti i Santi, Rovetta, Bergamo.
- Salita al Calvario, 1738-1740, presbiterio, Chiesa di Sant'Alvise, Venezia
- Incoronazione di spine, 1737-1740, navata destra, Chiesa di Sant'Alvise, Venezia
- Arringa della regina Zenobia ai suoi soldati, 1737-1740, olio su tela, 261,4 x 365,8 cm, National Gallery of Art, Washington D.C.
- Flagellazione, 1737-1740, navata destra, Chiesa di Sant'Alvise, Venezia
- Santi Ermacora e Fortunato, 1737, cappella dei Santi Ermacora e Fortunato, Duomo, Udine
- Caduta della manna, 1738-40, olio so tela, 1000 x 550 cm, transetto sinistro, Chiesa di S. Lorenzo, Verolanuova, Brescia
- Sacrificio di Melchisedec, 1738-40, olio su tela, 1000 x 550 cm, transetto sinistro, Chiesa di S. Lorenzo, Verolanuova, Brescia
- Banchetto di Antonio e Cleopatra (1743)
- Ritratto di Antonio Riccobono (1740-45), Accademia dei Concordi Palazzo Roverella, Rovigo
- Mecenate offre le belle arti all'imperatore Augusto (1745)
- Martirio di san Giovanni vescovo, 1745, presbiterio Duomo di Bergamo
- Incontro di Antonio e Cleopatra (1748), National Gallery of Victoria, Melbourne
- Scena storica[24], 1749 - 1750, tela/ pittura a olio, Civici musei e gallerie di storia e arte Castello di Udine
- Martirio di sant'Agata, 1755, olio su tela, Berlino, Gemäldegalerie
- San Patrizio vescovo d'Irlanda, olio su tela, Padova, Musei civici
- Sacrificio d'Ifigenia, 1757, affresco, Vicenza, Villa Valmarana.
- I santi Fedele da Sigmaringen e Giuseppe da Leonessa calpestano l'Eresia, 1752-1758, olio su tela, Parma, Galleria nazionale
- La morte di Giacinto, 1753-54 (287 x 235) Madrid Collezione Thyssen-Bornemisza
- L'ingresso del gonfaloniere Piero Soderini in Firenze nel 1502, 1754, tela, Roma, Ambasciata di Svizzera[25]
- San Silvestro battezza Costantino, 1757-1759, olio su tela, 324 x 172 cm, altare maggiore, Chiesa di San Silvestro, Folzano, Brescia
- Santa Tecla intercede per la liberazione di Este dalla pestilenza, modelletto preparatorio, 1758-1759, olio su tela, 81,3 x 44,8 cm, Metropolitan Museum of Art, New York
- Santa Tecla intercede per la liberazione di Este dalla pestilenza, 1759, olio su tela, 675 x 390 cm, Este, Duomo
- Cucina di Pulcinella, 1760-70, olio su tela, Collezione Cailleux, Parigi
- Pulcinella colpevole, 1760-70, olio su tela, ubicazione ignota
- Madonna del cardellino, 1767-1770, olio su tela, 62 x 49,5 cm, National Gallery of Art, Washington D.C.
- Apoteosi della famiglia Pisani, 1761-1762, affresco, Museo Nazionale di Villa Pisani, Stra, Venezia
- Cristo nell'orto degli Ulivi, Musei civici di Padova
- Marte e Venere, affresco del palazzo Pisani Moretta, Venezia
- Fuga in Egitto in barca, Museu Nacional de Arte Antiga, Lisbona
- Deposizione del corpo di Cristo nel sepolcro, Museu Nacional de Arte Antiga, Lisbona

## Giambattista Tiepolo nei musei
- Pinacoteca Giovanni e Marella Agnelli di Torino
- Gallerie dell'Accademia di Venezia
- Museu Nacional de Arte Antiga di Lisbona
- Civico Museo Sartorio di Trieste
- Museo Diocesano e Gallerie del Tiepolo di Udine